# ТУ6СПА
ТУ6СПА (тепловоз — дрезина узкоколейный, тип 6, модификация СПА) — советский, позднее российский тепловоз для колеи 750 мм. Строительно-ремонтный поезд обеспечивает разборку и укладку звеньев длиной 8 м из рельсов Р18 и Р24 блочных стрелочных переводов. При необходимости может быть выполнена и раздельная сборка, а также подготовительные, ремонтные и вспомогательные операции строительства. Основной единицей строительно-ремонтного поезда является энергоагрегат, который работает в технологическом режиме как передвижная электростанция.

## История создания
Поезд строительно-ремонтный - предназначен для комплексной механизации строительства временных путей железных дорог колеи 750 мм в лесозаготовительной, торфообрабатывающей и других отраслях народного хозяйства. Основными работами, выполняемыми поездом, являются звеньевая укладка и разборка путевой решетки и блочных стрелочных переводов, поэлементная укладка и разборка путевой решетки и стрелочных переводов действующих железнодорожных путей. Поездом выполняются подготовительные и вспомогательные работы при строительстве временных железнодорожных путей: расчистка дорожной полосы подготовка основания пути, уборка древесины и др.

## Строительно-ремонтный поезд ТУ6СПА

### Тепловоз-энергоагрегат ТУ6СПА
Поезд состоит из энергосилового агрегата ТУ6СПА, путеукладчика, а также четырех специально оборудованных платформ грузоподъемностью 14 т для перевозки звеньев путевой решетки и других путевых материалов. Тепловоз-Энергосиловой агрегат ТУ6СПА предназначен для использования в леспромхозах, торфопредприятиях и других промышленных предприятиях для снабжения электроэнергией исполнительны органов поезда, а также маневровой и вывозной работы на железных дорогах узкой колеи. Энергосиловой агрегат выполненный на базе ТУ8Г на раме установлен генератор, питающий электроэнергией исполнительные органы, электродвигатель технологического передвижения состава при укладке или разборке путевой решетки, двухрядная лебедка для перемещения пакетов звеньев по платформам и выполнения подготовительных и вспомогательных работе. В кабине машиниста установлен щит управления генератором и электрошкаф управления электрифицированными механизмами.

### Портальный консольный путеукладчик
Путеукладчик представляет собой кран на базе тормозной узкоколейной платформы на тележках с люлечным подвешиванием. Тип — портальный, двух-консольный с электрифицированными механизмами подъема и передвижения звеньев. На раме путеукладчика установлены ролики для перемещения пакетов звеньев. По направляющим консольных ферм крана передвигается на роликах грузовая тележка с автоматическим захватом звена. На раме платформы установлены ролики для перетяжки пакетов звеньев по платформам, два рельсовых зажима и два механизма тросовой увязки для удержания пакетов звеньев. Управление строительно-ремонтным поездом в транспортном режиме осуществляется из кабины тепловоза — энергосилового агрегата, а в технологическом режиме — с выносного пульта путеукладчика. 

Для выполнения второго комплекса работ в комплект строительно—ремонтного поезда входит следующее оборудование:

Путерасшиватель для отрыва рельсов от шпал при раздельной разборке путей. Триангели-салазки для перемещения пакетов звеньев по платформам; блоки, тормозные башмаки; рельсорезный станок; электро-шпалоподбойки и гекера различной длины.

### Фотогалерея

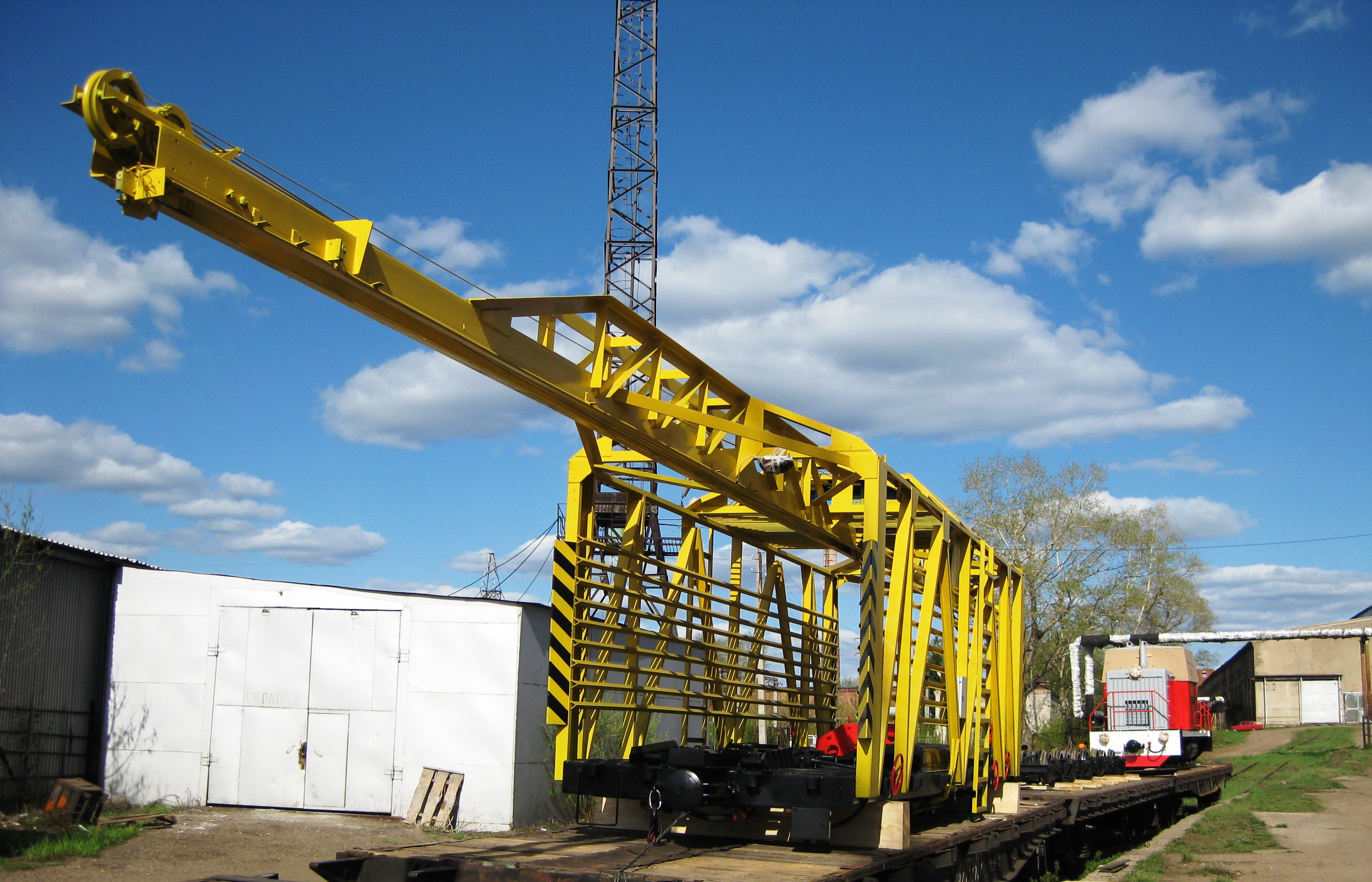
Поезд строительно-ремонтный[уточнить]
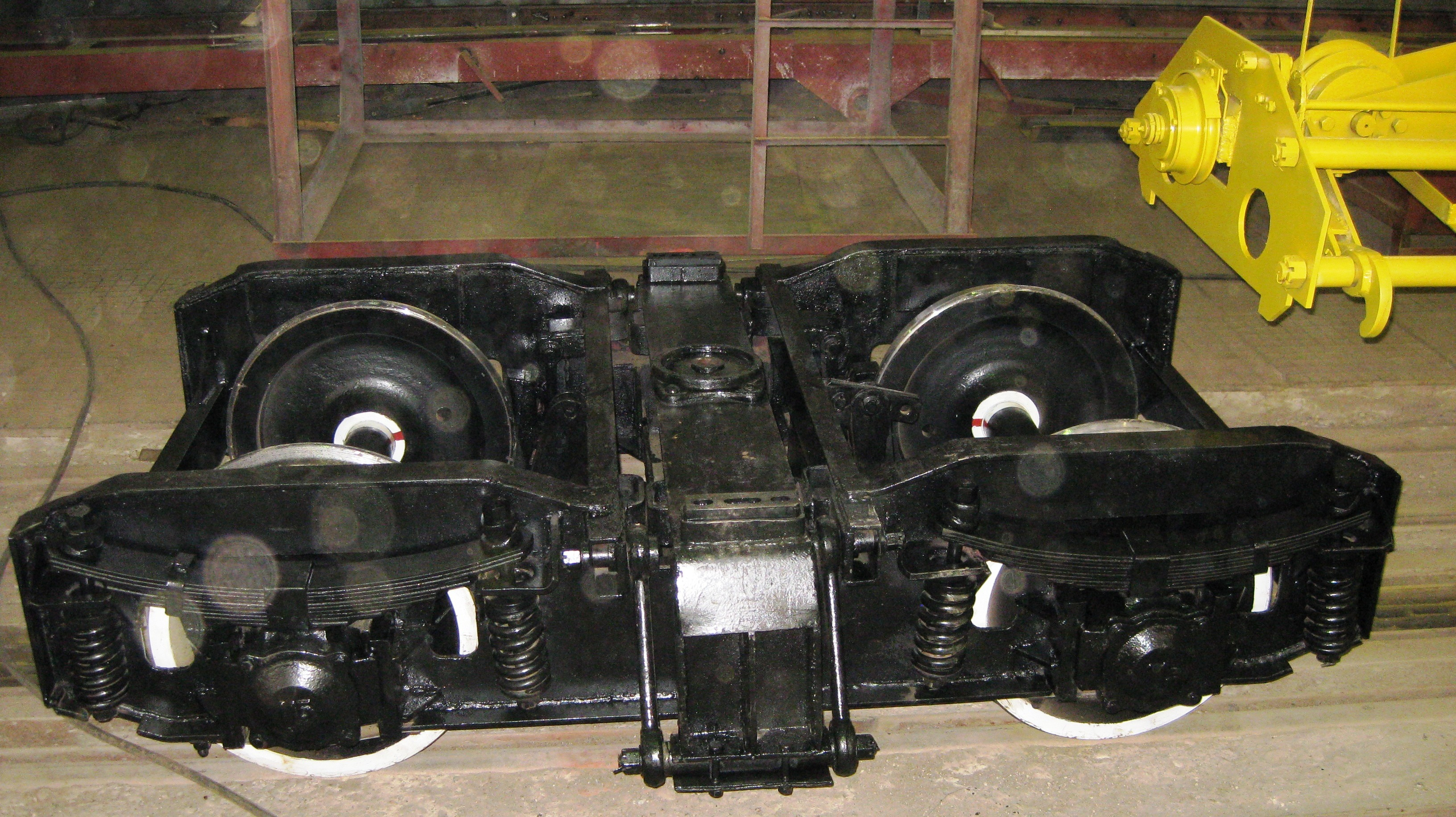
Тележка крана СПА с буксами на роликовых подшипниках
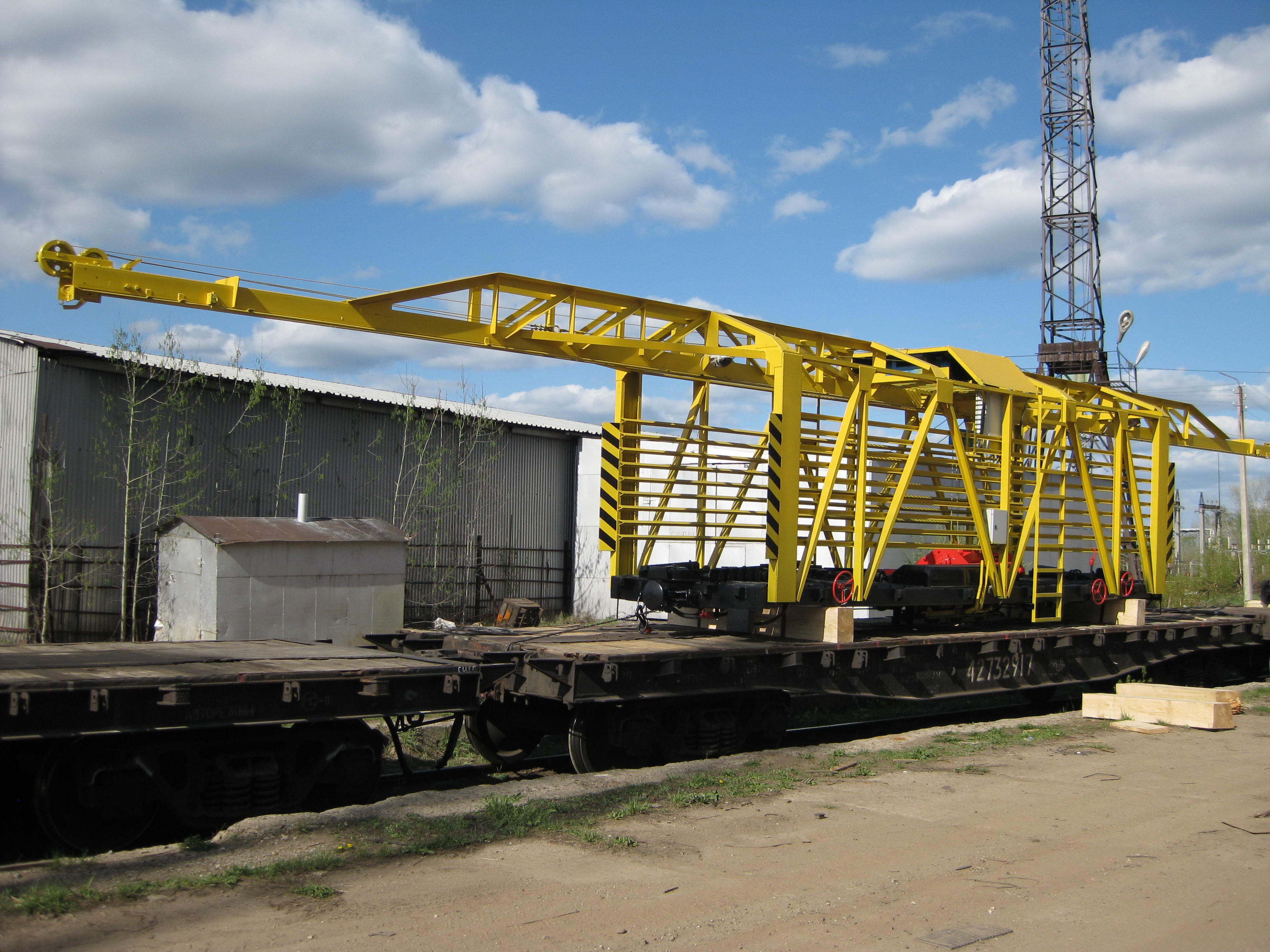
Портальный консольный путеукладчик[уточнить]